# Municipio de White Rock (condado de Republic)
El municipio de White Rock (en inglés: White Rock Township) es un municipio ubicado en el condado de Republic en el estado estadounidense de Kansas. En el año 2010 tenía una población de 69 habitantes y una densidad poblacional de 0,74 personas por km².

## Geografía
El municipio de White Rock se encuentra ubicado en las coordenadas 39°52′13″N 97°52′29″O / 39.87028, -97.87472. Según la Oficina del Censo de los Estados Unidos, el municipio tiene una superficie total de 93.4 km², de la cual 92,75 km² corresponden a tierra firme y (0,7 %) 0,65 km² es agua.

## Demografía
Según el censo de 2010, había 69 personas residiendo en el municipio de White Rock. La densidad de población era de 0,74 hab./km². De los 69 habitantes, el municipio de White Rock estaba compuesto por el 98,55 % blancos, el 1,45 % eran de otras razas. Del total de la población el 1,45 % eran hispanos o latinos de cualquier raza.